# روبن تونویان
روبن آلکساندری تونویان (Ռուբեն Ալեքսանդրի Տոնոյան؛ زادهٔ ۲ ژانویهٔ ۱۹۵۰) یک مهندس و سیاستمدار اهل ارمنستان است که از تاریخ تا تاریخ در دولت وازگن سارگسیان و دولت آرام سارگسیان سمت وزیر پست و ارتباطات ارمنستان را برعهده داشت.

## زندگی‌نامه
در ۲ ژانویهٔ ۱۹۵۰ در روستای کومیس به دنیا آمد و از de:Moskauer Technische Universität für Fernmeldewesen und Informatik فارغ‌التحصیل شد. 